# Algot Molander
Algot Molander, född 1885, var en svensk folkmusiker och violinist.  

## Biografi
Algot Molander föddes 1885 och lärde sig spela fiol när han var 12 år. Han lärde sig fler låtar av sin fader. Molander deltog med två gamla polskor och två knäppvalser i Spelmanstävlingen i Uppsala 1909. Han vann där andra pris, hederpris och extrapris i samspel med brodern Arvid Molander.

## Kompositioner

### Upptecknade låtar
Upptäcknade låtar efter Molander av Nils Andersson.
- Knäppvals i F-dur, efter Åhlander i Hökhuvud.[2]